# Państwowy Rezerwat „Szikahogh”
Państwowy Rezerwat „Szikahogh” (orm.: Շիկահողի արգելոց) – rezerwat przyrody położony na południowo-wschodnim krańcu Armenii w prowincji Sjunik. Rezerwat rozcięty jest na dwie części drogą M17 prowadzącą z miasta Kapan do granicy armeńsko-irańskiej. Rezerwat chroni zróżnicowaną szatę roślinną z dużym udziałem lasów liściastych i gatunków wymagających ciepłego i wilgotnego klimatu.

## Położenie
Rezerwat obejmuje południowe stoki pasma górskiego Chustup i północne gór Meghri położone między rzędnymi 700 i 2400 m n.p.m. Przez rezerwat płyną rzeki Caw i Szikahogh wraz z ich górskimi dopływami. Ze względu na osłonięcie z trzech stron pasmami górskimi panuje tu specyficzny klimat. Góry blokują napływ mroźnego zimą powietrza z północy, gorącego od południa, a otwierają się tylko na wschód powodując, że decydujący wpływ na lokalny klimat ma gorące i wilgotne powietrze napływające znad Morza Kaspijskiego.

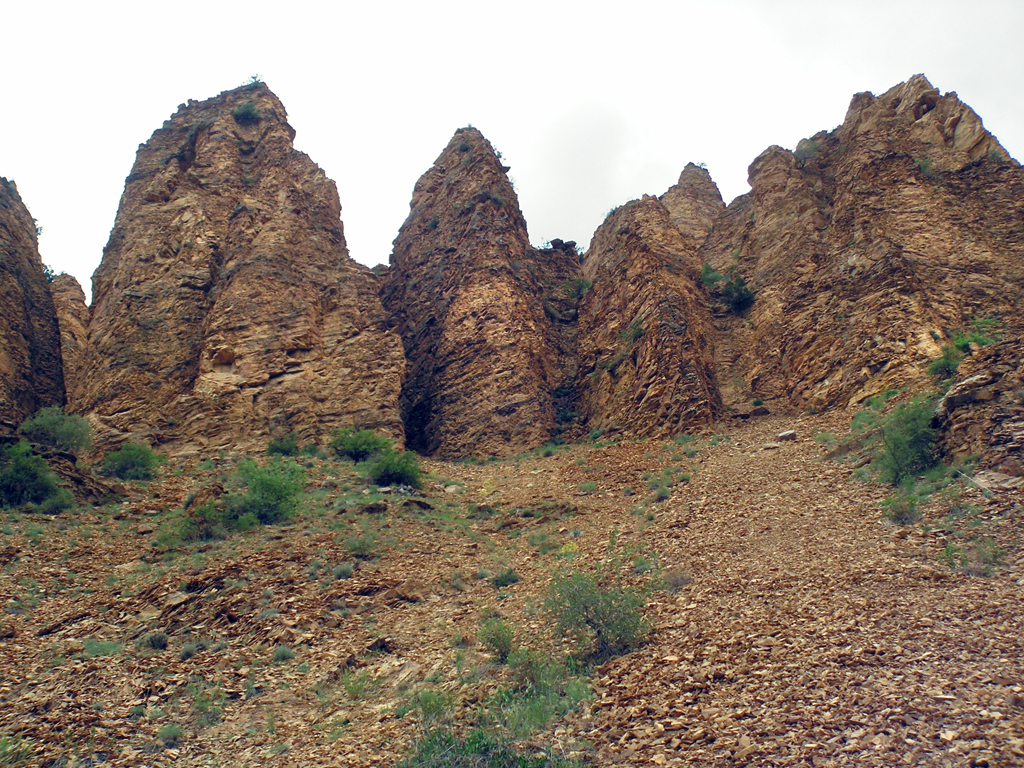
Skały w rezerwacie

## Szata roślinna
Flora rezerwatu obejmuje ok. 1100 gatunków roślin, w tym 70 gatunków ujętych w armeńskiej czerwonej księdze roślin. Rośnie tu szereg endemitów, zwykle wyróżniających się nazwą gatunkową od nazwy Gór Zangezurskich, np.: Pyrus zangezura, Campanula zangezura, Thlaspi zangezurum. Lasy do 1000 m n.p.m. tworzy głównie Quercus × mannifera (=Q. araxina). Występują tu także zarośla nawiązujące do typowej dla wschodniej części obszaru śródziemnomorskiego formacji sziblak. Porastają one strome, skaliste i suche stoki gór. Dominuje w nich ciernisty dwukolczak śródziemnomorski Paliurus spina-christi, a towarzyszą mu: perukowiec podolski Cotinus coggygria, berberys pospolity Berberis vulgaris, Celtis iguanaea i inne krzewy termofilne. W runie dominuje palczatka kosmata Bothriochloa ischaemum.
Pomiędzy wysokością 1000 a 1300–1400 m n.p.m. dominują lasy z dębem szypułkowym Quercus petraea subsp. iberica, a powyżej, do ok. 2200 m n.p.m. – lasy z dębem kaukaskim Quercus macranthera. Domieszkę stanowią w obu grab pospolity Carpinus betulus i grab wschodni Carpinus orientalis oraz gatunki z rodzajów: jesion Fraxinus, lipa Tilia, klon Acer i wiąz Ulmus. Na niewielkich powierzchniach rośnie tu także buk wschodni Fagus orientalis, platan wschodni Platanus orientalis i cis pospolity Taxus baccata. Liczne są dziko rosnące gatunki drzew owocowych: orzech włoski Juglans regia, różne gatunki śliw Prunus i grusz Pyrus, Malus orientalis, pistacja atlantycka Pistacia atlantica, kasztan jadalny Castanea sativa, hurma kaukaska Diospyros lotus, brzostownica kaukaska Zelkova carpinifolia, granat właściwy Punica granatum, figowiec pospolity Ficus carica, nieszpułka zwyczajna Mespilus germanica i in. Na granicy lasu (ok. 2200 m n.p.m.) wykształcają się zbiorowiska z dominacją traganków Astragalus, akantolimonów Acantholimon i z udziałem Onobrichis cornuta. Powyżej rozciągają się łąki subalpejskie i alpejskie.
Lasy zajmują około połowy powierzchni rezerwatu i znane są także jako „Mytnadzor”, co po ormiańsku znaczy ciemny wąwóz.

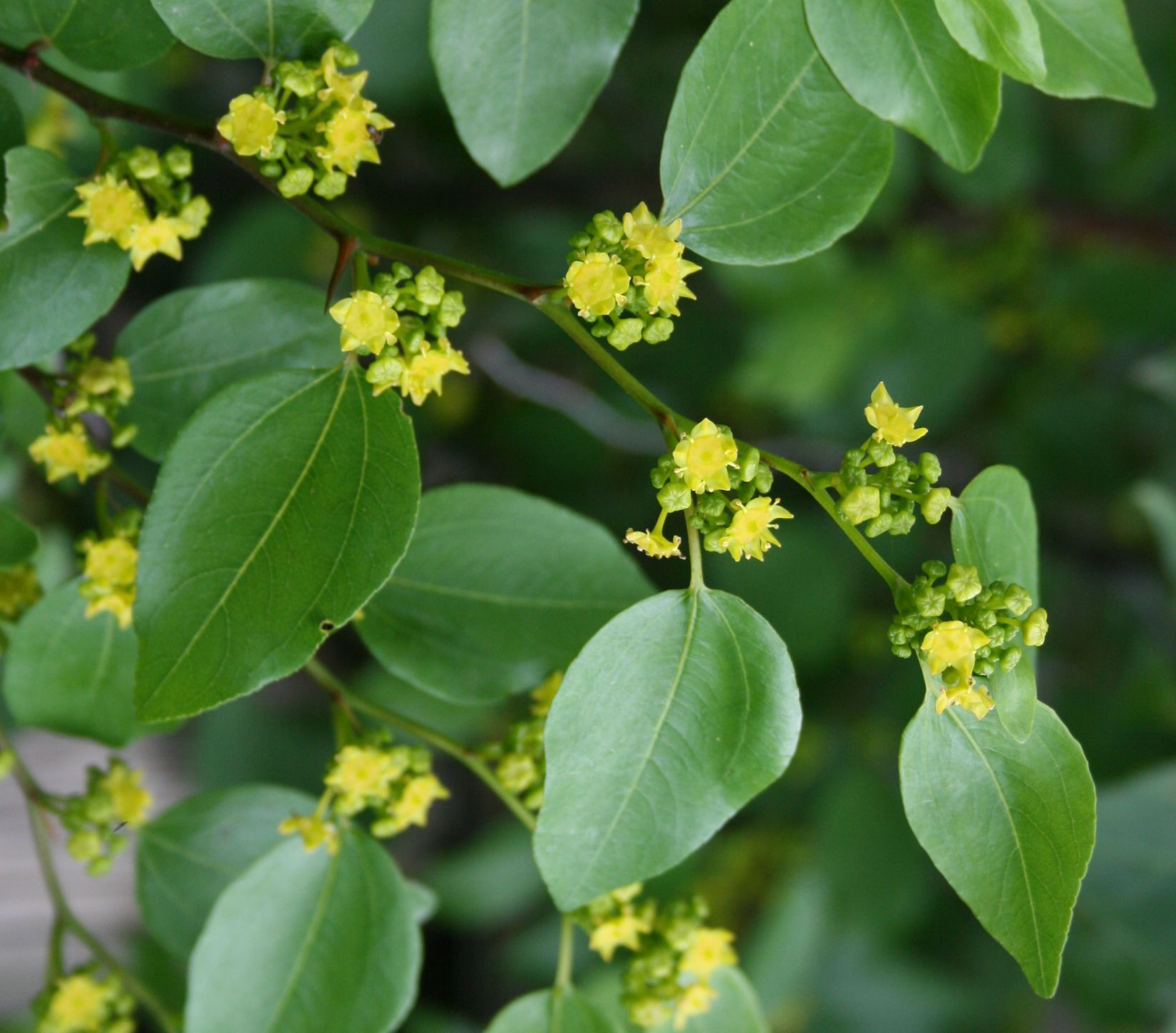
Paliurus spina-christi
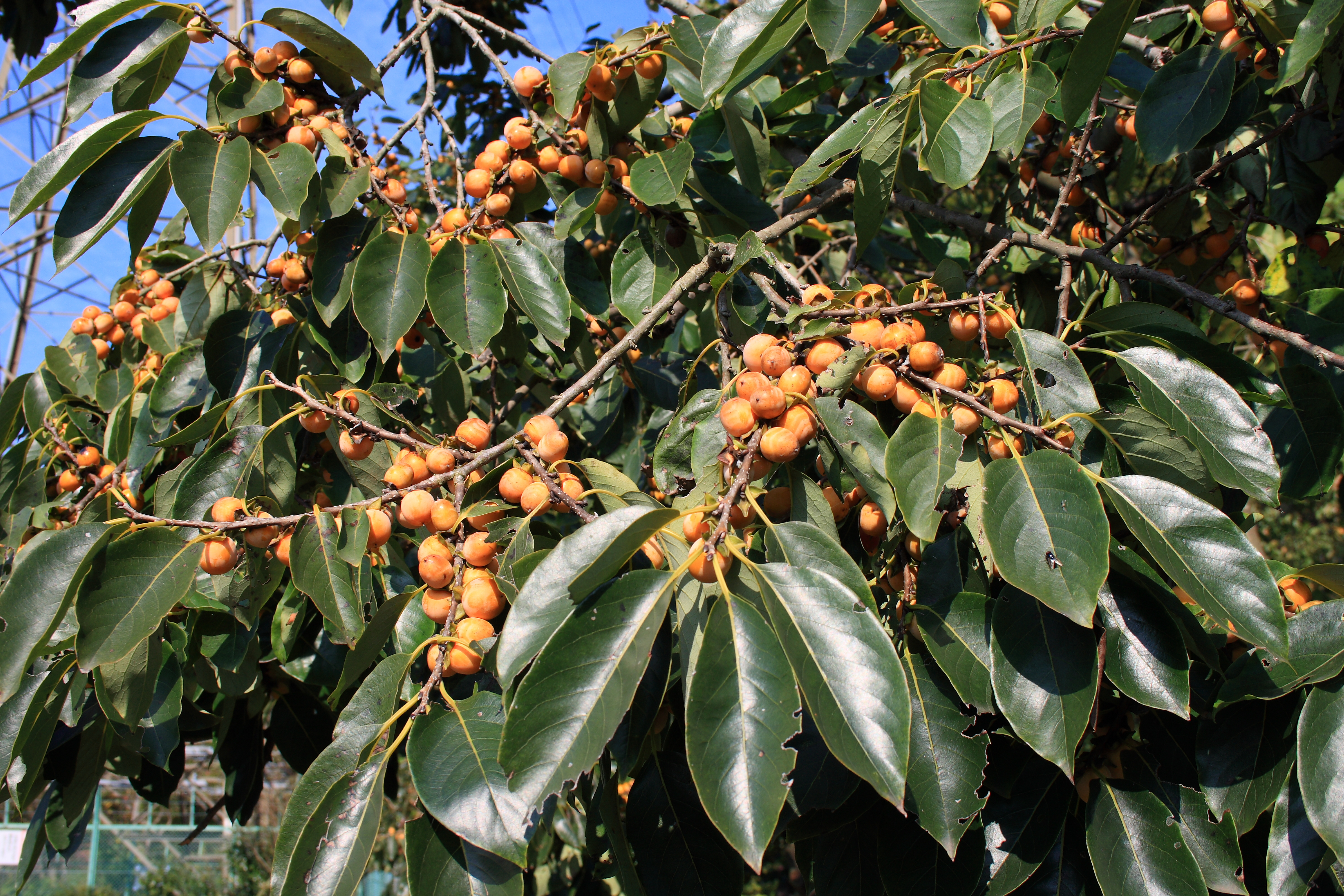
Diospyros lotus
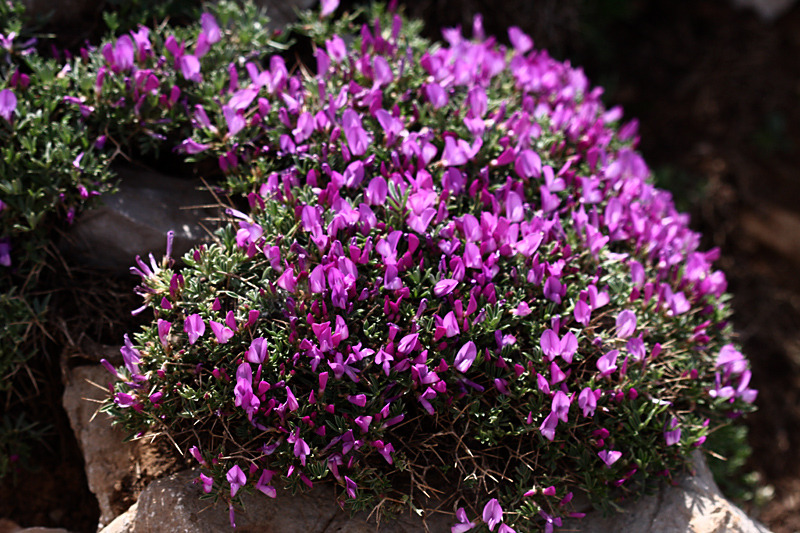
Onobrychis cornuta

## Fauna
Zwierzęta rezerwatu nie są dobrze poznane. Wiadomo, że występuje tu jeżozwierz indyjski Hystrix indica, koza bezoarowa Capra aegagrus, lis rudy Vulpes vulpes, wilk szary Canis lupus, żbik Felis silvestris, borsuk europejski Meles meles, stepojeż uszaty Hemiechinus auritus. Liczne są gady i ptaki.